# Гурираб, Тео-Бен
Тео-Бен Гурираб (англ. Theo-Ben Gurirab; 23 января 1939, Усакос, Юго-Западная Африка — 14 июля 2018) — намибийский государственный деятель, спикер Национальной ассамблеи Намибии (2005—2015), бывший министр иностранных дел (1990—2002) и премьер-министр (2002—2005).

## Биография
Родился Тео-Бен Гурираб в 1939 году в городе Усакос (сейчас находится в области Эронго) в Намибии. В 1960 году после окончания учебного колледжа Августинеум в Окахандже получил диплом учителя.
С 1962 года отправился в политическую эмиграцию в Танзанию. В 1963 году, получив стипендию Организации Объединённых Наций, поехал учиться в США, где окончил Пенсильванский университет (с 1969 года бакалавр политических наук, с 1971 года магистр гуманитарных наук по международным отношениям). В 1964 году был назначен одним из трёх помощников представителя СВАПО при ООН и на Американском континенте, и, работая в этом качестве, одновременно продолжал учёбу. С 1972 по 1986 год возглавлял представительство СВАПО при Организации Объединённых Наций. Впоследствии был секретарём по иностранным делам СВАПО с 1986 по 1990 год.
Был одним из первых лидеров СВАПО, которые, вернувшись домой в 1989 году, помогали организовывать выборы, предшествовавшие независимости. Он был также одним из ведущих представителей СВАПО, игравших важную роль на переговорах по заключению соглашения о прекращении огня (предшествовавшее проведению выборов в Намибии и её переходу к независимости), которое было подписано в марте 1989 года между режимом ЮАР и СВАПО.
К числу крупных достижений д-ра Гурираба в качестве министра иностранных дел следует упомянуть три года переговоров в отношении Уолфиш-Бей, которые привели в 1994 году к включению этого порта и островных территорий в состав Намибии во исполнение резолюции 432 (1978) Совета Безопасности ООН.
С ноября 1989 года до провозглашения независимости в марте 1990 года был членом Учредительного собрания Намибии, а с 1990 года являлся членом Национальной ассамблеи. Он был первым министром иностранных дел страны, пока президент Сэм Нуйома не назначил его премьер-министром 27 августа 2002 года, сменив Хаге Гейнгоба (занимал эту должность до марта 2005).
В 1999 году был удостоен почётной степени доктора права в Намибийском университете в знак признания выдающегося вклада в области внешней политики и дипломатии.
На посту министра иностранных дел избирался на пост Председателя 54-й сессии Генеральной Ассамблеи Организации Объединённых Наций с сентября 1999 до сентября 2000 года.
После выборов 2004 года был избран спикером Национальной ассамблеи и вступил в должность 20 марта 2005 года (переизбран 19 марта 2010 года).
В 2008—2011 годах президент Межпарламентского союза — международной организации парламентов независимых государств мира.
Женат и имеет двух сыновей.
Скончался 14 июля 2018 года в больнице Виндхука от естественных причин.